# Joe Stork
Joe Stork (1943 – Washington, 23 ottobre 2024) è stato un attivista per i diritti umani statunitense.
Fu vicedirettore di Human Rights Watch (HRW) per la zona mediorientale e il Nordafrica.

## Biografia
Laureato in relazioni internazionali (International Affairs/Middle East Studies) alla Columbia University, nel 1971 fondò Middle East Research & Information Project (MERIP) e fu caporedattore del Middle East Report fino al 1995.
Nel 1996 entrò in Human Rights Watch e fu volontario del corpo di pace in Turchia. Fu presidente del Committee on Academic Freedom del Middle East Studies Association e presenziò nei comitati consultivi della American Friends Service Committee, Foreign Policy in Focus e del progetto Iraq Revenue Watch dell'Open Society Institute.

## Pubblicazioni
- Erased in a Moment: Suicide Bombing Attacks Against Israeli Civilians, Human Rights Watch, 2002. ISBN 1-56432-280-7
- (con Joel Beinin, eds.) Political Islam: A Reader, I.B. Tauris, 1996. ISBN 978-1860640988
- (con Joel Beinin, eds.) Political Islam: Essays from "Middle East Report", University of California Press, 1996. ISBN 978-0520204485
- Middle East Oil and the Energy Crisis, Monthly Review Press, 1975